# Désiré d'Hooghe
Pour les articles homonymes, voir D’Hooghe.
 (juillet 2025).
Motif : À sourcer depuis 2011. Notoriété à prouver
- Archive Wikiwix
- Bing
- Cairn
- DuckDuckGo
- E. Universalis
- Gallica
- Google
- G. Books
- G. News
- G. Scholar
- Persée
- Qwant
- (zh) Baidu
- (ru) Yandex
- (wd) trouver des œuvres sur Wikidata

| 1. | Préciser le motif de la pose du bandeau. | Précisez le motif de la pose du bandeau en utilisant la syntaxe suivante : {{admissibilité à vérifier\|date=juillet 2025\|motif=remplacez ce texte par le motif}}                    |
| 2. | Informer les utilisateurs concernés.     | Pensez à avertir le créateur de l'article, par exemple, en insérant le code ci-dessous sur sa page de discussion : {{subst:avertissement admissibilité à vérifier\|Désiré d'Hooghe}} |

Pas d'image ? Cliquez ici

a Compétitions nationales et continentales officielles uniquement.

b Matchs officiels uniquement.
Désiré d'Hooghe, né en 1910 et mort en 1973, est un athlète belge devenu joueur puis dirigeant de rugby à XV.

## Biographie

### Le sportif
Désiré d'Hooghe commence sa carrière sportive comme sprinteur à la section athlétisme du Royal Sporting Club Anderlecht où il remporte quatre titres de champion de Belgique de 4 × 100 m.
À l'âge de 20 ans en 1930, il se tourne vers le rugby belge, au Rugby club français aux côtés des Jean Rey, Chausse et autres Français de l'équipe, alors que le rugby en était à ses balbutiements dans le royaume. Ses qualités physiques le font rapidement remarquer dans ce sport et il rejoint, à sa création en 1931, le William Ellis rugby club, rue de Birmingham à Anderlecht, en compagnie des Radelet, Holemans, Deleau et consorts. Il honore sa première sélection en équipe nationale le 26 mars 1933 contre les Pays-Bas et y a sa place à chaque match jusqu'à la Seconde Guerre mondiale en 1940, lorsqu'il est fait prisonnier. 

### Le dirigeant
À son retour de captivité et en tant que président de la fédération belge, Désiré d'Hooghe crée l'école belge de rugby dans les installations de son club qui était devenu en 1935 la section rugby du Royal Sporting Club d'Anderlecht (RSCA). Il est capitaine de l'équipe nationale et président de la section rugby du RSCA de 1945 à 1949.
Petit à petit, il abandonne ses activités sportives, restant notamment trésorier du RSCA-Rugby jusqu'en 1957. 

### Le peintre
Désiré d'Hooghe se livre à la peinture, art dans lequel il est connu jusqu'en Amérique sous le pseudonyme de Sylvain. Auteur entre autres de marines, il expose notamment au Troisième salon des peintres de Péruwelz et de la région en 1967.